# Complesso polifunzionale Cosimini
Il complesso polifunzionale Cosimini è un edificio situato in piazza Rosselli e vie limitrofe a Grosseto, in Toscana.

## Storia
Alla fine degli anni sessanta Ludovico Quaroni venne incaricato dall'impresa Tasselli di studiare un progetto per un nuovo edificio pluriuso (commercio, uffici e residenza) da realizzare nella centrale piazza Rosselli a Grosseto, sull'area occupata da un edificio di gusto neoclassico, sede delle officine Cosimini, realizzato nel 1927 su progetto di Renato della Rocca.
Gli elaborati grafici furono sottoposti alla committenza nel 1970, anno in cui ebbero inizio la demolizione del vecchio palazzo e i lavori di costruzione del complesso polifunzionale, eseguiti dall'impresa Cosimini di Grosseto. L'opera fu completata nel 1978.

## Descrizione

### Contesto urbanistico
L'edificio costituisce uno dei fronti della circolare piazza Rosselli, crocevia della viabilità perimetrale la cerchia muraria e nuova porta di accesso alla città intra moenia. Con la sua ostentata modernità, nelle forme come nei materiali, e plasticità delle forme, l'edificio instaura un rapporto fortemente dialettico con gli edifici circostanti: chiaro il contrappunto tra i volumi cilindrici dell'architettura quaroniana e l'attiguo segnale verticale della torre del mazzoniano palazzo delle Poste (situato alla testa dell'isolato sul lato nord di viale Matteotti), così come con il monumentale classicismo del palazzo del Governo.
Il complesso pluriuso occupa interamente l'isolato triangolare delimitato a nord da piazza Rosselli, a ovest da via Matteotti, a est dalla via Bonghi e a sud da via Rattazzi: quest'ultima è coperta da un volume di sovrappasso cosicché il corpo su via Bonghi si protende oltre il limite dell'isolato, ricongiungendosi al fronte dell'edificio limitrofo. L'interno del lotto è caratterizzato da una piazza galleria (coperta e con accessi da tutti e tre i fronti) e da un cortile che funge da copertura al piano interrato dei garages.

### Esterno
L'edificio si qualifica per il vigoroso plasticismo e per l'uso del cemento faccia vista, elementi di chiara derivazione internazionale e del tutto estranei al linguaggio del contesto limitrofo: l'articolazione delle masse in volumi lineari e curvilinei, con il suggestivo risalto delle torri cilindriche e delle scale ad elica, evoca la ricerca espressionista così come il paramento in cemento faccia vista e il rifiuto di qualunque attributo decorativo estraneo all'articolazione volumetrica rimandano all'esperienza brutalista.
L'edificio presenta un impianto planimetrico che cerca di sfruttare al meglio le potenzialità distributive del lotto triangolare: verso la piazza Rosselli il vertice dell'area è occupato da un nucleo a pianta triangolare mentre i tre lati su via Bonghi, viale Matteotti e via Rattazzi sono costituiti da stecche, edifici in linea o a torre, che si raccordano con i fronti limitrofi (via Bonghi) e si uniscono (via Bonghi e via Rattazzi) a definire la corte interna, anch'essa di forma triangolare. Tale articolazione è confermata volumetricamente dall'interessante alternanza tra corpi rettilinei e curvilinei, dalla scansione ed articolazione operata dal progettista su di essi tramite la cifra distintiva dei cilindri dei vani scale, sottolineati da decisi tagli nella muratura, e dal diverso trattamento e ruolo urbano dei vari livelli; i piani terra (uffici e grande magazzino OVS, già Standa) si affacciano sul fronte stradale e sulla centrale galleria, grande invaso coperto dal solaio della soprastante terrazza-corte urbana di accesso agli uffici e ad essa collegata tramite due scale a elica in cemento di vigoroso plasticismo. Altri temi connotanti il complesso sono, dal punto di vista volumetrico, la diversa qualificazione del fronte su piazza Rosselli, che assume decisamente il ruolo di facciata, e il volume che sovrappassa l'innesto della via Rattazzi sulla via Bonghi; per quanto concerne la superficie, il paramento in cemento armato è "ingentilito" unicamente dai segni lineari degli infissi in metallo, dai parapetti (della galleria, della piazza sopraelevata e delle scale), semplici tubolari in ferro che con l'alternanza del giallo e del rosso evocano cromatismi neoplastici e infine dal colore giallo e arancione delle superfici interne dei balconi (pareti e solai).
Il fronte sulla piazza, sviluppato su quattro piani fuori terra, è caratterizzato dal gioco di aggetti e rientranze dei quattro volumi cilindrici, completamente vetrati: quello al piano terra, arretrato così da formare un naturale introibo, contiene l'ingresso alla banca; quelli al piano superiore gli uffici della banca (piano primo), un appartamento privato (secondo piano) e una compagnia di assicurazioni (terzo piano). Gli altri due lati di tale nucleo, sulle vie Bonghi e Rattazzi, hanno uno sviluppo lineare su tre e quattro piani fuori terra e sono caratterizzati dal medesimo tema delle pareti finestrate, che sulla via Bonghi di rarefanno sino a divenire semplice campitura cementizia, con l'unica eccezione del nastro finestrato del piano primo che corre ininterrotto per tutto il fronte. Sul viale Matteotti a seguito del corpo vetrato della banca si succedono un secondo nucleo su cinque piani fuori terra (uffici), caratterizzato da una facciata lineare dove la superficie in cemento è dominante rispetto a quella vetrata. Un deciso taglio, diagonale rispetto al fronte strada, segna l'accesso alla galleria ed alla piazza sopraelevata: questo è dominato dal corpo cilindrico del pilastro-canna fumaria (concluso da una plastica griglia in metallo), al quale si ammorsano i tre balconi a pianta triangolare dell'attiguo edificio, e dalla rampa di scale elicoidale. Il terzo nucleo su viale Matteotti si sviluppa su 5 piani fuori terra e è caratterizzato da un fronte lineare, scandito orizzontalmente e compreso tra i due volumi cilindrici dei corpi scala: i primi due livelli, leggermente avanzati rispetto ai piani sovrastanti, sono completamente vetrati (sporti del magazzino OVS, al piano terra e finestre a nastro degli uffici al primo) mentre i piani secondo e terzo presentano quattro tagli verticali, le finestre degli uffici; l'ultimo piano, arretrato, è destinato a residenza e finestrato. Il corpo scala circolare funge da scansione angolare con il fronte su via Rattazzi e sulla corte interna: questo, molto più murato rispetto ai precedenti, presenta una cortina in cemento su quattro e cinque piani fuori terra nella quale sono collocate le finestre, tagli verticali, e le aperture rettangolari dei balconi delle abitazioni e è scandito al centro dal volume curvilineo del vano scale e dal passaggio di accesso ai garage.
Il corpo su via Bonghi, attività commerciali al piano terra e primo, uffici ed abitazioni ai rimanenti, è separato e congiunto al contempo al nucleo di testa dell'isolato tramite un taglio – anche qui, come sull'altro lato, caratterizzato dal cilindro del vano scale e del pilastro-colonna in cemento sul quale si avvolge la scala elicoidale – che conduce alla galleria ed alla piazza coperta. Tale nucleo si caratterizza per l'alternanza tra gli spazi vuoti dei primi due livelli e per il fronte compatto degli altri tre, risolti nella partitura continua in cemento nella quale sono ritagliati i nastri verticali delle finestre; unifica il tutto il ricorso verticale e ritmico dei volumi cilindrici delle canne fumarie (anche qui conclusi con griglia in metallo) e dei tre vani scala, dai quali si accede alla serie di appartamenti in linea dei piani secondo, terzo e quarto. Questa stecca è inoltre caratterizzata dalla presenza di un ponte, a pilotis e compreso tra i due vani scala, che segna l'ingresso alla corte interna. Il retro di questo nucleo risulta molto più semplificato rispetto alla facciata ed è suddiviso in due diverse porzioni; una superficie continua in cemento con finestra a nastro al piano primo e tagli verticali finestrati ai superiori e una superficie scandita orizzontalmente dalla fascia ininterrotta dei davanzali in cemento alternati alle pareti arancioni della facciata.

## Fortuna critica
Diversi ed articolati i giudizi critici sull'opera. Terranova e Ciorra evidenziano la scala urbana dell'intervento e il tema, di grande attualità nella cultura progettuale degli anni sessanta, dell'edificio polifunzionale. Il primo sottolinea come Quaroni tra le due alternative, distinte ma complementari, «di prefiguarare attraverso lo strumento del "modello direttore" le attualità ed i ritmi architettonici dell'intervento alla grande scala e, all'opposto, di offrire una dimensione urbana all'oggetto architettonico», opti decisamente per la seconda, «preoccupandosi di stabilire una forte tensione compositiva fra la piazza circolare e gli assi viari»: egli nota inoltre che tale principio compositivo è stato, in fase di realizzazione, fortemente compromesso dalla scarsa utilizzazione delle diverse funzioni e dalla mancata integrazione fra residenza e commercio, con il conseguente indebolimento del carattere "urbano" di alcuni luoghi, in particolare della piazza urbana.
Dello stesso avviso Pippo Ciorra: «il complesso, e gli altri edifici pluriuso che Quaroni disegna in quegli anni, nasce direttamente dalle formule e dalle geometrie del town-design. Dall'utopia della città deriva l'ipotesi concreta dell'edificio città, la parte per il tutto che riassume e ordina le varie funzioni dell'organismo urbano. L'edificio pluriuso tende a sostituirsi alle funzioni del tessuto urbano, costruendo al suo interno spazi alternativi a quelli esistenti». Polano e Muratore evidenziano l'articolazione del programma e la deludente realizzazione: per Muratore (1992) si tratta di un'occasione perduta, penalizzata da una scadente realizzazione e una altrettanto scadente gestione mentre Polano (1991) nota come il programma del progetto – un edificio che tenta di accogliere varie funzioni entro una sequenza che prevede due luoghi collettivi per eccellenza (la galleria coperta e la piazza sopraelevata su cui si affacciano le residenze e le attività commerciali) – risulti complesso e non completato, dominato da una involontaria "monumentalità" dell'insieme. Riguardo all'esecuzione, lo stesso Quaroni ha notato che il progetto è stato realizzato bene per la parte in cemento armato ma trascurato nelle finiture ultime che interessavano la galleria al piano terra.
L'edificio è stato negli anni successivi oggetto di serrato dibattito e profonde critiche, con la scala dell'intervento che è stata a lungo mal vista da una parte della popolazione. È necessario specificare che vi è tuttavia uno scollamento tra la ricerca progettuale, senza dubbio interessante, e la sua concretizzazione: tale scollamento è da attribuire non solo all'insoddisfacente realizzazione e al naturale degrado del cemento faccia vista ma anche, e soprattutto, al venir meno di alcune premesse urbane e sociali, figlie della cultura degli anni sessanta, fatto questo che ha fortemente indebolito il progetto: in particolare sono pressoché inutilizzate la galleria e la piazza terrazza dalla quale non si accede ai negozi, come ipotizzato da Quaroni, ma solo agli uffici.